# Acacia berteroana
Acacia berteroana é uma espécie de leguminosa do gênero Acacia, pertencente à família Fabaceae.